# Kobellita
La kobellita es un mineral de la clase de los minerales sulfuros. Fue descubierta en 1839 en la localidad de Askersund, en la provincia de Närke (Suecia), siendo nombrada en honor del mineralogista alemán Franz von Kobell.

## Características químicas
Es un sulfuro de plomo con otros metales, entre los que aparecen en la fórmula en proporciones variables: cobre, hierro, bismuto y antimonio. Además de los elementos de su fórmula, suele llevar como impureza el elemento plata.
Es el análogo con bismuto del mineral llamado tintinaíta (Pb10Cu2Sb16S35), con el cual forma una serie de solución sólida, en la que la sustitución gradual del bismuto por mayor proporción de antimonio va dando los distintos minerales de la serie.

## Formación y yacimientos
Aparece como mineral secundario en yacimientos hidrotermales de alta temperatura.
Suele encontrarse asociado a otros minerales como: cobaltita, arsenopirita, calcopirita, bismutinita, jamesonita o tetraedrita.